# Arquebisbat de Zagreb

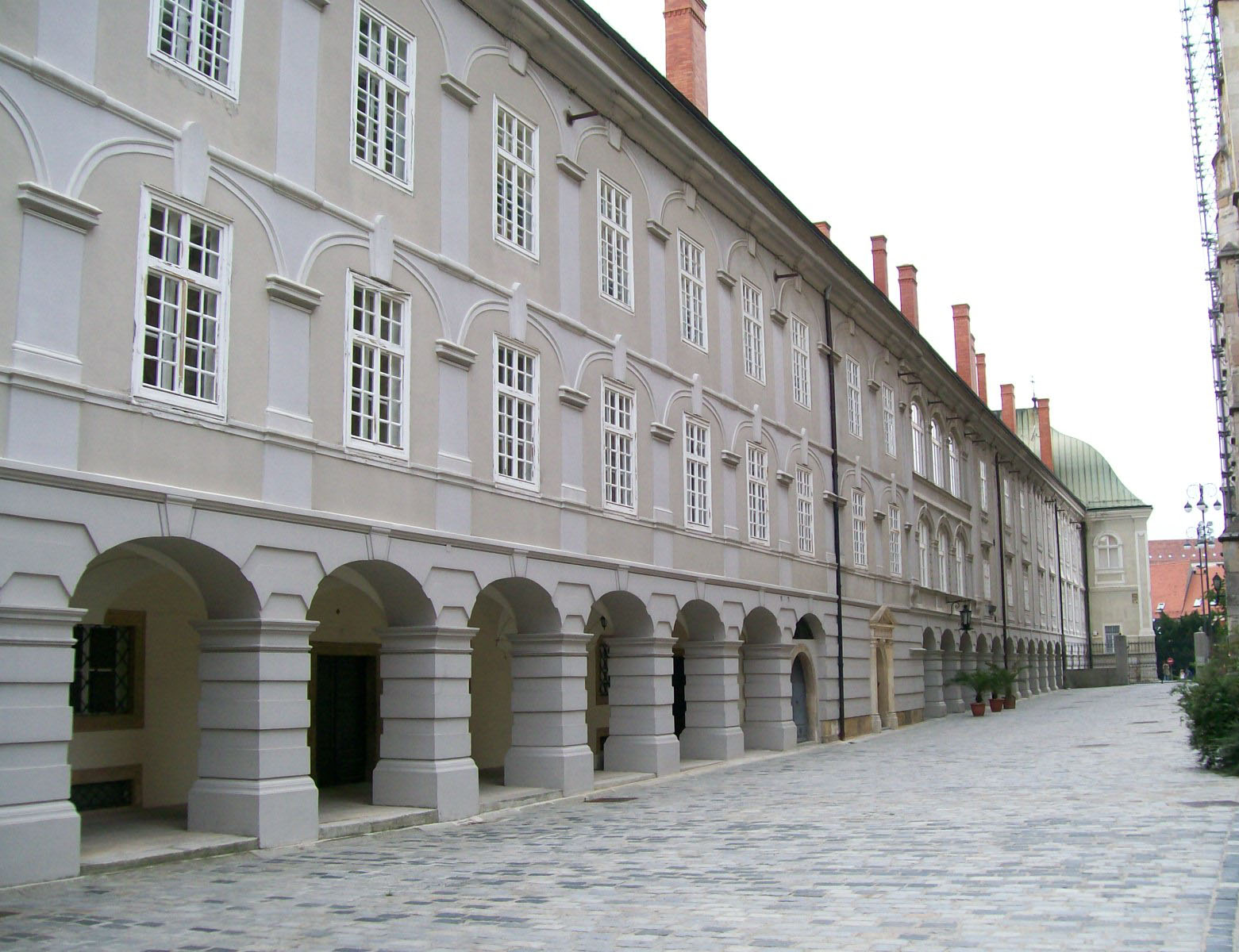
El Palau arxiepiscopal de Zagreb

L'arquebisbat de Zagreb (croat: Zagrebačka nadbiskupija; llatí: Archidioecesis Zagrebiensis) és una seu metropolitana de l'Església Catòlica a Croàcia. El 2014 tenia 1.081.539 batejats sobre una població d'1.239.708 habitants. Actualment està regida per l'arquebisbe cardenal Josip Bozanić.

## Territori
L'arxidiòcesi ocupa la zona nord-occidental de Croàcia, i la seu està a la ciutat de Zagreb, on es troba la catedral de l'Assumpció de Maria i dels Sants Esteve i Ladislau.
El territori s'estén sobre 4.246 km² i està dividit en 206 parròquies.

### Diòcesis sufragànies
- bisbat de Bjelovar-Križevci,
- eparquia de Križevci, (grecocatòlica)
- bisbat de Sisak,
- bisbat de Varasdino

## Història
La diòcesi de Zagreb va ser erigida el 1093 sobre el territori de l'antiga diòcesi de Síscia, que havia estat erigida el segle iii i abandonada al segle vii. Al 925, en el transcurs del sínode de Spalato ja es va intentar restablir-la. L'erecció de la diòcesi es deu a una iniciativa del rei Ladislau I, aliat de l'antipapa Climent III. El conflicte amb la Santa Seu no seria resolt fins al 1227 pel Papa Gregori IX.
Originàriament la diòcesi de Zagreb era sufragània d'Esztergom, però el 1180 esdevingué sufragània de Kalocsa.
El 17 de juny de 1777 cedí part del seu territori per tal que s'erigís el bisbat de Szombathely.
Durant molts segles els bisbes de Zagreb intentaren sostraure's a la dependència de l'església hongaresa. Van aconseguir complir aquesta aspiració l'11 de desembre de 1852, quan mitjançant la butlla Ubi primum placuit del Papa Pius IX va ser elevada al rang d'arxidiòcesi metropolitana.
El 5 de juliol de 1997 cedí noves porcions de territori per tal que s'erigissin les diòcesis de Požega i de Varasdino.
El 5 de desembre de 2009 cedí una nova porció de territori per tal que s'erigissin les diòcesis de Bjelovar-Križevci i de Sisak.

## Cronologia episcopal
- Duh von Hahót † (1093 - ?)
- Bartolomej † (1098 - 1102)
- Sigismund † (1102)
- Manases † (1103 - 1113)
- Francika † (1116 - 1131 nomenat bisbe de Kalocsa i Bács)
- Macilin † (1131 - vers 1142 renuncià)
- Verblen † (1142 - 1155)
- Gotšald † (1156 - 1161)
- Bernald von Catalaunia † (1162 - 1170 o 1172)
- Prodan † (1170 o 1172 - 5 de maig de 1175 o 1185 mort)
- Ugrin † (1175 o 1185 - 1188)
- Dominik † (1190 - 1206 mort)
- Gothard † (1206 - 1214)
- Stjepan I † (1215 - 1225)
- Stjepan Babonić † (1225 - 10 de juliol de 1247 mort)[3]
- Fülöp Szentgróti † (1 d'octubre de 1248 - 11 de febrer de 1262 nomenat arquebisbe d'Esztergom)
  - Farkazij † (1263) (bisbe electe)
- Timotej † (24 de setembre de 1263 - 4 d'abril de 1287 mort)
- Anton I † (vers maig de 1287 - 4 de novembre de 1287 mort)
- Iwan I † (1288 - 13 d'octubre de 1295 mort)
- Mihály Bői † (1295 - 4 de novembre de 1303 nomenat arquebisbe d'Esztergom)
- Beat Augustin Kažotić, O.P. † (9 de desembre de 1303 - 21 d'agost de 1322 nomenat bisbe de Lucera)
- Giacomo de Corvo, O.P. † (21 d'agost de 1322 - 13 de març de 1326 nomenat bisbe de Quimper)
- Ladislav von Kabola † (13 de març de 1326 - 24 de març de 1343 nomenat arquebisbe de Kalocsa i Bács)
- Giacomo da Piacenza † (24 de març de 1343 - 1348)
- Dionizije Lacković † (1349 - 11 de gener de 1350 nomenat arquebisbe de Kalocsa i Bács)
- Miklós Keszei † (11 de gener de 1350 - 4 d'agost de 1356 nomenat arquebisbe de Kalocsa i Bács)
- Stjepan Kaniški † (4 d'agost de 1356 - vers 1375 mort)
- Demeter Vaskúti † (23 de gener de 1376 - 1379 nomenat arquebisbe d'Esztergom)
- Pavao von Horvata † (2 de setembre de 1379 - 1386 deposat)
- Ivan Smilo Bohemus † (4 de juny de 1386 - 1394)
- Ivan Šipuški † (2 de gener de 1395 - 1397 renuncià)
- Eberhard Alben † (16 de juliol de 1397 - abril de 1406 nomenat bisbe d'Oradea Mare)
- Andrea Scolari † (abril de 1406 - 11 d'agost de 1410 nomenat bisbe de Gran Varadino)
- Eberhard Alben † (11 d'agost de 1410 - 1419 o 1420 mort) (per segona vegada)
- Johannes Albeni (Ivan Alben)† (26 de febrer de 1421 - 1433 mort)
  - Sede vacante (1433-1438)
  - Abel Kristoforov † (5 de maig de 1438 - 1440 renuncià) (administrador apostòlic)
- Benedikt de Zolio † (29 de juliol de 1440 - 13 de febrer de 1447 nomenat bisbe de Tenin)
- Demetrij Čupor Moslavački † (13 de febrer de 1447 - 18 de juliol de 1453 nomenat bisbe de Tenin)
- Benedikt de Zolio † (18 de juliol de 1453 - 1454 mort) (per segona vegada)
- Toma de Debrenthe (Tamás Debrenthey)† (11 d'octubre de 1454 - 13 de gener de 1463 nomenat bisbe de Nitra)
- Demetrij Čupor Moslavački † (14 de juny de 1465 - 14 d'abril de 1466 nomenat bisbe de Győr) (per segona vegada)
- Osvald Thuz † (17 d'abril de 1466 - 15 d'abril de 1499 mort)
- Luka Baratin de Segedino † (24 de juliol de 1500 - 22 de setembre de 1510 mort)
  - Ivan Bakač Erdödy † (9 de maig de 1511 - 1519 renuncià) (bisbe electe)[4]
- Šimun Erdödy † (23 de març de 1519 - 2 de juny de 1543 mort)
- Nikolaus Olaho (Nikola Olah) † (1543 - 4 de juliol de 1550 nomenat bisbe de Eger)[5]
  - Wolfang Vuk de Gyula ? † (1548 - 1550)
- Pavao Gregorijanec † (4 de juliol de 1550 - 3 d'agost de 1554 nomenat bisbe de Győr)
  - Sede vacante (1554-1560)
- Matija Bruman † (17 de juliol de 1560[6] - 18 d'agost de 1563 mort)
- Juraj Drašković von Trakošćan † (22 de març de 1564 - 27 d'octubre de 1578 nomenat bisbe de Győr)
- Ivan Kranjčić Moslavački † (29 d'octubre de 1578 - 3 de novembre de 1584 mort)
- Petar Herešinec † (8 de març de 1585 - 26 d'octubre de 1587 nomenat bisbe de Győr)
- Gašpar Stankovački † (20 de març de 1589 - 1596 mort)
  - Sede vacante (1596-1600)
- Miklós Zelniczey Naprady † (15 de desembre de 1600 - 24 de desembre de 1602 mort)
- Šimun Bratulić, O.S.P.P.E. † (13 de setembre de 1603 - 1611 mort)
- Petar Domitrović † (15 de juliol de 1613 - 17 de juny de 1628 mort)
- Franjo Ergelski Hasanović † (17 de desembre de 1629 - 11 d'abril de 1637 mort)
- Benedikt Vinković † (28 d'abril de 1642 - 2 de desembre de 1642 mort)
- Martin Bogdan † (3 d'agost de 1643 - 10 de desembre de 1647 mort)
- Petar Petretić † (1 de febrer de 1649 - 3 d'agost de 1667 nomenat arquebisbe de Kalocsa i Bács)
- Martin Borković † (11 de juny de 1668 - 31 d'octubre de 1687 mort)
- Aleksandar Ignacije Mikulić Brokunovečki † (11 d'octubre de 1688 - 11 de maig de 1694 mort)
- Stjepan Seliščević † (10 de gener de 1695 - 1 d'abril de 1703 mort)
- Martin Brajković † (14 de gener de 1704 - 4 de juny de 1708 mort)
- Imre Eszterházy, O.S.P.P.E. † (9 de setembre de 1709 - 17 de març de 1727[7] nomenat arquebisbe d'Esztergom)
- Juraj Branjug † (26 de novembre de 1727 - 28 d'abril de 1748 mort)
- Franjo Klobusiczky † (2 de desembre de 1748 - 20 de desembre de 1751 nomenat arquebisbe de Kalocsa i Bács)
- Franjo Thauszy † (24 de gener de 1752 - 11 de gener de 1769 mort)
- Ivan Krstitelj Paxy † (10 de setembre de 1770 - 20 de desembre de 1771 mort)
- Josip Galjuf (Galyuff)† (14 de desembre de 1772 - 3 ó 5 de febrer de 1786 mort)
- Maksimilijan Vrhovac † (10 de març de 1788 - 16 de desembre de 1827 mort)
  - Sede vacante (1827-1830)
- Aleksandar Alagović † (15 de març de 1830 - 18 de març de 1837 mort)
- Juraj Haulík Váralyai † (2 d'octubre de 1837 - 11 de maig de 1869 mort)
- Josip Mihalović † (27 de juny de 1870 - 19 de febrer de 1891 mort)
  - Sede vacante (1891-1894)
- Juraj Posilović † (18 de maig de 1894 - 26 d'abril de 1914 mort)
- Anton Bauer † (26 d'abril de 1914 - 7 de desembre de 1937 mort)
- Beat Alojzije Viktor Stepinac † (7 de desembre de 1937 - 10 de febrer de 1960 mort)
- Franjo Šeper † (10 de febrer de 1960 - 20 d'agost de 1969 renuncià)
- Franjo Kuharić † (16 de juny de 1970 - 5 de juliol de 1997 jubilat)
- Josip Bozanić, des del 5 de juliol de 1997

## Estadístiques
A finals del 2014, l'arxidiòcesi tenia 1.081.539 batejats sobre una població d'1.239.708 persones, equivalent al 87,2% del total.
| any  | població  | població  | població | sacerdots | sacerdots       | sacerdots       | sacerdots             | diaques | religiosos | religiosos | parroquies |
| ---- | --------- | --------- | -------- | --------- | --------------- | --------------- | --------------------- | ------- | ---------- | ---------- | ---------- |
| any  | batejats  | total     | %        | total     | clergat secular | clergat regular | batejats por sacerdot | diaques | homes      | dones      |            |
| 1950 | 1.900.000 | 2.353.000 | 80,7     | 817       | 612             | 205             | 2.325                 |         | 359        | 1.298      | 385        |
| 1970 | 1.900.000 | 2.300.000 | 82,6     | 755       | 494             | 261             | 2.516                 |         | 540        | 1.642      | 414        |
| 1980 | 2.000.000 | 2.350.000 | 85,1     | 883       | 597             | 286             | 2.265                 |         | 435        | 1.572      | 459        |
| 1990 | 1.819.550 | 2.194.000 | 82,9     | 854       | 551             | 303             | 2.130                 |         | 503        | 1.475      | 489        |
| 1999 | 1.381.336 | 1.670.432 | 82,7     | 646       | 382             | 264             | 2.138                 |         | 421        | 1.503      | 294        |
| 2000 | 1.381.982 | 1.671.324 | 82,7     | 661       | 380             | 281             | 2.090                 |         | 108        | 1.374      | 296        |
| 2001 | 1.380.298 | 1.670.243 | 82,6     | 653       | 372             | 281             | 2.113                 |         | 398        | 1.337      | 298        |
| 2002 | 1.365.985 | 1.639.432 | 83,3     | 667       | 378             | 289             | 2.047                 |         | 398        | 1.366      | 307        |
| 2003 | 1.456.214 | 1.645.123 | 88,5     | 699       | 413             | 286             | 2.083                 |         | 384        | 1.305      | 310        |
| 2004 | 1.455.983 | 1.644.956 | 88,5     | 722       | 394             | 328             | 2.016                 |         | 419        | 1.317      | 312        |
| 2010 | 1.101.900 | 1.237.650 | 89,0     | 568       | 304             | 264             | 1.939                 | 7       | 518        | 1.067      | 203        |
| 2014 | 1.081.539 | 1.239.708 | 87,2     | 570       | 326             | 244             | 1.897                 | 15      | 391        | 1.129      | 206        |